# Гладенька акула зірчаста
Гладенька акула зірчаста (Mustelus asterias) — акула з роду Гладенька акула родини Куницеві акули. Інша назва — зірчаста куницева акула.

## Опис
Загальна довжина досягає 1,4 м, зазвичай 1,2 м. Голова помірно велика, витягнута. Морда загострена. Очі великі, овальні, горизонтальної форми, з мигальною перетинкою. За ними розташовані маленькі бризкальця. Носові клапани вузькі. Рот відносно невеликий, сильно зігнутий. Зуби дрібні, із затупленою верхівкою, розташовані у декілька рядків. У неї 5 пар коротких зябрових щілин. Тулуб стрункий, прогонистий, дещо потовщений в області переднього спинного плавця. Грудні плавці великі, широкі, трохи серпоподібні.
Має 2 спинних плавці. Передній (більший від заднього) — високий, трикутний, розташований позаду грудних плавців. Задній — розташовано навпроти анального. Черевні плавці невеличкі, широкі, низькі. Анальний плавець менше за задній спинний плавець. Хвостовий плавець відносно короткий, гетероцеркальний, нижня лопать має згладжений кінчик.
Забарвлення спини сіре або сіро-коричневе. На спині та боках є численні білі плямочки, що нагадують зірки, звідки походить назва цієї акули. Черево має попелясто-білий колір, іноді з кремовим відтінком.

## Спосіб життя
Тримається на глибинах до 350 м, доволі рідко глибше 100 м. Полює біля дна, є бентофагом. Живиться переважно ракоподібними (креветками, крабами, омарами, лангустами, раками-відлюдниками), рідше — головоногими молюсками (кальмарами і малими восьминогами) та дрібною костистою рибою (камбаловими, бичками).
Статева зрілість настає при розмірах 80-85 см. Це яйцеживородна акула. Вагітність триває 12 місяців. Самиця народжує від 7 до 15 акуленят завдовжки 30 см.
Тривалість життя 20-25 років.
М'ясо їстівне. Є об'єктом місцевого рибальства, а біля берегів Великої Британії — спортивного.
Для людини ця акула небезпеки не становить.

## Розповсюдження
Мешкає у північній частині Атлантичного океану: від південного узбережжя Норвегії, Ісландії до берегів Західної Сахари. Зустрічається також в Середземному морі. Іноді заходить до Мармурового моря.